# Chisa
Chisa (korziško Chisà) je naselje in občina v francoskem departmaju Haute-Corse regije - otoka Korzika. Leta 1999 je naselje imelo 97 prebivalcev.

## Geografija
Kraj leži v vzhodnem delu otoka Korzike znotraj naravnega regijskega parka Korzike, 112 km južno od središča Bastie.

## Uprava
Občina Chisa skupaj s sosednjimi občinami Isolaccio-di-Fiumorbo, Prunelli-di-Fiumorbo, San-Gavino-di-Fiumorbo, Serra-di-Fiumorbo, Solaro in Ventiseri sestavlja kanton Prunelli-di-Fiumorbo s sedežem v Prunelliju. Kanton je sestavni del okrožja Corte.
1. ↑  »Populations légales 2016«. Nacionalni inštitut za statistične in gospodarske raziskave. Pridobljeno 25. aprila 2019.